# Cascades Berdeen
Les cascades Berdeen són una sèrie de tres salts d'aigua situades al comtat de Whatcom, Washington. Les caigudes de 260 m en total es troben en un tram de Bacon Creek (afluent del riu Skagit) aigües avall del llac Berdeen. Les cascades inclouen un salt d'aigua de 120 m, un de 61 m i un de 76 m.